# Брен (Атлантска Лоара)
Брен (фр. Brains) насеље је и општина у западној Француској у региону Лоара, у департману Атлантска Лоара која припада префектури Нант.
По подацима из 2011. године у општини је живело 2586 становника, а густина насељености је износила 168,91 становника/km². Општина се простире на површини од 15,31 km². Налази се на средњој надморској висини од 26 метара (максималној 34 m, а минималној 0 m).

## Демографија
| 1962. | 1968. | 1975. | 1982. | 1990. | 2011. |
| ----- | ----- | ----- | ----- | ----- | ----- |
| 999   | 1.021 | 1.174 | 1.578 | 1.889 | 2.586 |